# 孙园镇
孙园镇，是中华人民共和国江苏省宿迁市泗洪县下辖的一个乡镇级行政单位。

## 行政区划
孙园镇下辖以下地区：
孙园社区、王阶社区、孙楼村、梁圩村、薛岗村、崔集村、大江村、双桥村、李庙村、洋井村、大盛村、土只头村、张王村、孙楼村、大江村、大盛村、刘庄养殖场生活区和臧石养殖场生活区。